# Сборная Беларуси по теннису в Кубке Дэвиса
Сборная Беларуси по теннису в Кубке Дэвиса — официальный представитель Беларуси в Кубке Дэвиса. Руководящий состав сборной определяется Белорусской теннисной федерацией.
В настоящее время команда участвует в турнире 1-й группы региональной зоны Европа/Африка. Лучший результат — полуфинал Мировой группы 2004 года.
Капитаном команды является Дмитрий Жирмонт.
Национальные цвета — красный верх и зелёный низ.

## Рекордсмены команды
| Максимальное общее число побед               | 61-35        | Максим Мирный                    |
| Максимальное число побед в одиночных матчах  | 24-18, 24-21 | Максим Мирный, Владимир Волчков  |
| Максимальное число побед в парных матчах     | 37-17        | Максим Мирный                    |
| Лучшая пара                                  | 19-7         | Максим Мирный / Владимир Волчков |
| Наибольшее число участий в матчевых встречах | 57           | Максим Мирный                    |
| Наибольшее число лет в турнире               | 25           | Максим Мирный                    |

## Последние 3 матча сборной
| Год  | Стадия                                           | Место (покрытие)               | Соперник   | Участвовавшие игроки                                            | Счёт |
| ---- | ------------------------------------------------ | ------------------------------ | ---------- | --------------------------------------------------------------- | ---- |
| 2021 | 1-й раунд 1-й мировой группы                     | Буэнос-Айрес, Аргентина, грунт | Аргентина  | Даниил Остапенков Эрик Арутюнян Александр Згировский            | 1-4  |
| 2021 | Квалификация Мировой группы                      | Дюссельдорф, Германия, хард    | Германия   | Андрей Василевский Илья Ивашко Даниил Остапенков Егор Герасимов | 1-4  |
| 2019 | 1-й раунд плей-офф 1-й группы зоны Европа/Африка | Минск, Беларусь, хард          | Португалия | Андрей Василевский Илья Ивашко Егор Герасимов                   | 3-2  |